# Nizjnekamsk
Nizjnekamsk (russisk: Нижнекамск, tr. Nizjnekamsk; tatarisk: Түбән Кама, tr. Tübän Qama) er en by i Republikken Tatarstan i Den Russiske Føderation, den er administrativt center i Nizjnekamsk rajon. Byen har 240.379(2024) indbyggere og blev grundlagt 1961 .

## Geografi
Byen ligger på venstre bred af floden Kama, ved en bugtning, nær sammenløbet med floden Zaj, 2 km fra floden havn, 35 km fra togstationen cirkulære felt (linje Agryz - Akbash ). Afstand til Naberezjnyje Tjelny er 35 km og hovedstaden i republikken, Kasan 236 km.

### Klima
Nizhnekamsk har temperet fastlandsklima:
Den årlige gennemsnitlige temperatur er 4 °C
Den gennemsnitlige årlige nedbør er 550 mm
Den årlige gennemsnitlige luftfugtighed er 72%
Den årlige gennemsnitlige vindhastighed er 4 m/s

## Historie
Byen blev grundlagt i 1961 som Nizjnekamskij (russisk: Нижнекамский). Da befolkningen voksede, som følge af opførelsen af et petrokemisk industrikompleks Nizhnekamskneftekhim, blev Nizhnekamsk bevilget bystatus i 1966.